# Рената Авіла Пінто
У цієї людини іспанське прізвище; тут Авіла — прізвище батька, Пінту — прізвище матері.

Рената Авіла Пінту (1 січня 1981 , Гватемала ) — гватемальська юристка та активістка, що спеціалізується на технологіях та інтелектуальній власності, речниця та член команди, яка захищає Джуліана Ассанжа та WikiLeaks, під керівництвом Бальтасара Гарсона. У жовтні 2021 року обрана генеральним директором британського фонду Open Knowledge Foundation.
Вона була захисником тих, хто пережив геноцид та інші порушення прав людини в Гватемалі, а також входила до складу юридичної команди на чолі з іспанським адвокатом Альмуденою Бернабеу у справі Рігоберти Менчу проти Ефраїна Ріоса Монтта.
Рената Авіла Пінто є членом ради директорів Creative Commons, міжнародної організації, яка виступає за відкриті знання та свободу культури, а також, членом правління руху «Демократія в Європі 2025» (DiEM25), загальноєвропейської ініціативи, започаткованої колишнім міністром фінансів Греції та економістом Янісом Варуфакісом для демократизації Європейського Союзу.

## Кар'єра

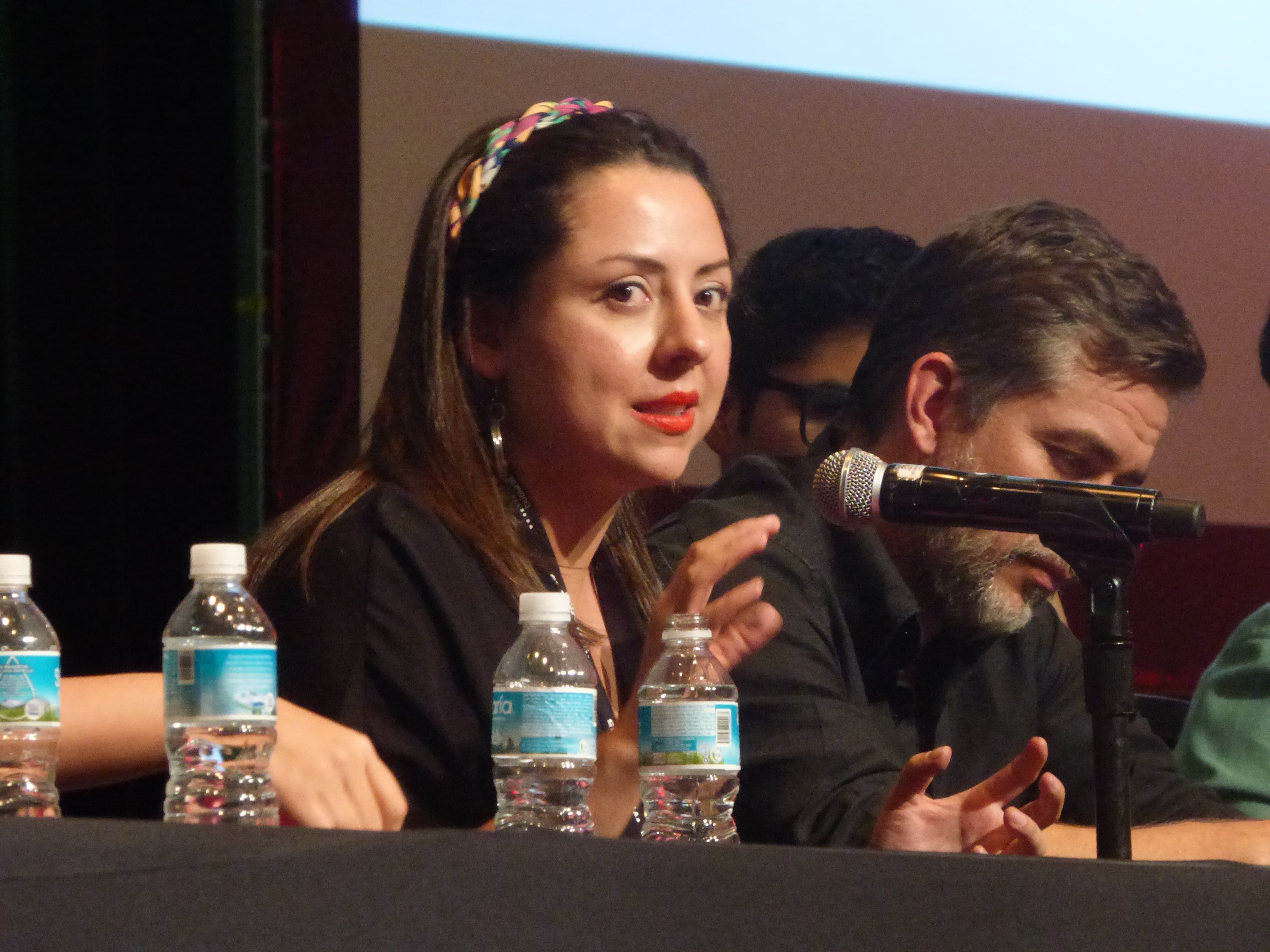
Виступ на Latin America Internet Freedoms Panel в 2015 році

Рената Авіла Пінто має ступінь ліценціату з права в Університеті Франциско Маррокіна в Гватемалі і ступінь магістра права в Університеті Турина, а також вивчає міжнародне право в Гаазі .
Вона входила до складу міжнародної юридичної групи, яка представляла інтереси жертв геноциду та інших злочинів проти людства в їхній справі про екстрадицію в Національному суді Іспанії, включаючи видатну лідерку корінних народів і лауреатку Нобелівської премії миру Рігоберту Менчу. Вона також була юридичним радником різних викривачів і журналістів разом з адвокатом Балтасаром Гарсоном.
Як активістка за цифрові права, вона засудила погіршення мережевого нейтралітету, масове спостереження та напади на свободу слова в Інтернеті. Протягом п'яти років вона була головним радником з цифрових прав у World Wide Web Foundation. Разом із засновником Тімом Бернерсом-Лі вона очолювала кампанію Web We Want, яка пропагує повагу до прав людини в цифрову еру в більш ніж 75 країнах. У 2018 році була призначена виконавчим директором Фонду Intelligent Citizenship Foundation, організації, яка пропагує відкритість даних та їх використання на користь суспільства в Латинській Америці, розташована в Чилі та Бразилії.
Авіла є членом ради Creative Commons і опікуном фонду Courage Foundation. Вона також є членом Decentralised Citizen Owned Data Ecosystem — консультативної ради та проєкту Амстердамського університету щодо активізації даних. Вона також входить до складу координаційного колективу DiEM25, який досліджує потенціал децентралізованих технологій в Європі.
Рената Авіла Пінто виступала на сторінках таких ЗМІ, як eldiario.es, Global Voices, і openDemocracy,, а також для різних академічних видань та міжнародних періодичних видань. Вона знялася в документальних фільмах ForEveryone. Net (2015), Risk (2016) і Hacking Justice (2017).
Книга Women, Whistleblowing, Wikileaks: A Conversation, яку вона написала у співавторстві з Сарою Гаррісон та Ангелою Ріхтер, розповідає про жінок, які відігравали активну роль у WikiLeaks, але не мали пропорційного висвітлення в ЗМІ.
У 2014 році вона була одним із учасників створення Бразильської платформи громадянських прав для Інтернету з метою імплементації законодавства про захист нейтралітету мережі.
У 2020 році Рената Авіла Пінто стала співзасновником Полісторонньої асоціації в Женеві і зараз є її президентом.

## Публікації
- «Mapping Digital Media: Guatemala» (січень 2014), Open Society Foundations, з Алехандрою Гутьєррес Вальдісан
- Жінки, Whistleblowing, WikiLeaks: Розмова (2017), АБО книги ,ISBN 9781682191170 з Сарою Гаррісон та Анжелою Ріхтер